# 圆规座δ
圆规座δ（Delta Circini，δ Cir）是一個圓規座的聯星系統。圆规座δ的視星等為5.09，距離地球約6388光年（1958秒差距）。
圆规座δA 是銀河系中光度最高的恆星之一，是光譜型為O8.5V的主序星，表面有效溫度35000 K。該恆星的視星等為+5.1，絕對星等-6.42，質量為太陽的21倍。圆规座δA 是旋轉橢球變星。 
圆规座δB，或CD 605539B，是一顆白矮星，視星等13.5。主星和伴星在天球上的角距離大約是50角秒。

## 外部連結
- Alcyone Software, d Circini（页面存档备份，存于）
- WIKISKY,δ Cir（页面存档备份，存于）
- SIMBAD, CD-60 5539B （页面存档备份，存于）